# Isaac Moreno Gallo
Isaac Moreno Gallo   (Burgos, 27 d'agost de 1958) és un enginyer, historiador i comunicador espanyol.
Isaac Moreno és enginyer tècnic d'obres públiques i graduat en geografia i història. Treballa al Ministeri de Foment d'Espanya. Ha realitzat diversos projectes d'identificació i d'estudi d'infraestructures romanes, especialment vies romanes i infraestructura hidràulica. Ha treballat per a diverses administracions públiques a títol d'especialista en enginyeria romana i ha realitzat investigacions sobre la tècnica antiga, instruments topogràfics antics i altres facetes relacionades amb aquesta enginyeria.
Ha escrit diversos llibres especialitzats i participat, com a presentador, en programes de televisió sobre l'enginyeria romana. Manté un canal de YouTube on publica vídeos divulgatius de les seves investigacions.

## Biografia
Isaac Moreno va néixer el 27 d'agost de 1958 a la ciutat de Burgos, a Castella i Lleó, a Espanya. Va completar els seus estudis primaris al Grup escolar Hispano Argentí de Burgos i va realitzar el Batxiller Elemental, el Superior i COU (Curs d'Orientació Universitària) a l'Institut Diego Porcelos de la mateixa ciutat. El 1981 es va graduar com a Enginyer Tècnic en Obres Civils (Enginyer Tècnic d'Obres Públiques) a l'Escola d'Enginyers Tècnics d'Obres Públiques de Burgos (fusionada el 1986 amb altres escoles universitàries per crear l' Escola Politècnica Superior ). El 1988 va ingressar al Cos d'Enginyers Tècnics d'Obres Públiques del Ministeri d'Obres Públiques, actualment Ministeri de Transports, Mobilitat i Agenda Urbana (MITMA). El 2018 es va graduar en Geografia i Història per la Universitat Nacional d'Educació a Distància (UNED).
Com a investigador, s'ha centrat en la identificació de vies romanes, estudis tècnics de conduccions d'aigua romanes, investigacions sobre la tècnica antiga, instruments topogràfics antics i altres facetes relacionades amb l'enginyeria romana. Aquesta faceta es veu acompanyada de labors de divulgació, per exemple com a director científic i presentador de la sèrie documental Ingeniería Romana, oa través del seu canal de YouTube.

## Obra
Isaac Moreno ha publicat diversos llibres especialitzats; entre ells aquests:
Com a autor
- Vía romana de Italia a Hispania en las provincias de Burgos y Palencia Año 1999. ISBN 978-84-605-9612-7 EAN: 9788460596127 Editorial: Moreno Gallo, Isaac.

- Descripción de la Vía de Italia a Hispania en las provincias de Burgos y Palencia Año 2000. ISBN 978-84-86841-86-7 EAN: 9788486841867 Editorial: Diputación Provincial de Burgos.

- Vías Romanas. Ingeniería y técnica constructiva Año 2004. ISBN 978-84-7790-425-0 EAN: 9788477904250 Editorial: Centro de Estudios y Experimentación de Obras Públicas.

- Item a Caesarea Avgvsta Beneharno: La carretera romana de Zaragoza al Bearn Año 2009. ISBN 978-84-7820-999-6 EAN: 9788478209996 Editorial: Institución Fernando el Católico. Coautor: Joaquín Lostal Pros.

- Vías Romanas en Castilla y León Año 2011. ISBN 978-84-695-8150-6 Editorial: Junta de Castilla y León.

- Roman roads: status quo and future prospects Año 2022. ITINERA. The Journal of the Roman Roads Research Association. Volume II,

- La defensa telegráfica de la frontera califal del Duero. Atalayas y vías romanas en el siglo X Año 2022. ISBN 978-84-16446-82-7 Editorial: Excma. Diputación Provincial de Soria.

Com a coautor i director científic

- Elementos de ingeniería romana Año 2004. ISBN 84-68881-90-4. Editorial: CITOP.
- Nuevos elementos de ingeniería romana Año 2006. ISBN 84-97181-32-7. Editorial: CITOP.
- Las obras públicas en la ciudad romana Año 2008. ISBN 84-61270-98-9. FITOP.
- Las técnicas y las construcciones en la ingeniería romana Año 2010. ISBN 84-61437-58-0. Editorial: FITOP.